# وقواق بنفسجي
وقواق بنفسجي (الاسم العلمي: Chrysococcyx xanthorhynchus) هو نوع من فصيلة وقواق.